# Frits Pirard
Frits Pirard (Breda, 8 de diciembre de 1954) fue un ciclista neerlandés, que fue profesional entre 1978 y 1987. Su éxito deportivo más importante fue una etapa al Tour de Francia de 1983.
Su hermano Frank también fue ciclista profesional.

## Palmarés
1975
- Ster van Zwolle

1977
- 1 etapa del Tour de Olympia

1978
- Ronde van Midden-Nederland
- Omloop van de Mijnstreek
- Circuit du Sud
- 1 etapa del Tour du Hainaut Occidental

1979
- Campeonato de los Países Bajos de los 50 km
- Gran Premio de Plouay
- 1 etapa de la Dauphiné Libéré

1981
- 1 etapa del Tour del Tarn

1983
- 1 etapa del Tour de Francia

1985
- 1 etapa de la Vuelta a la Comunidad Valenciana

1986
- Campeonato de los Países Bajos de puntuación

1987
- Gran Premio del UCB

### Resultados en el Tour de Francia
- 1981. 94.º de la clasificación general
- 1983. 42.º de la clasificación general. Vencedor de una etapa

### Resultados en el Giro de Italia
- 1983. 38.º de la clasificación general
- 1985. 92.º de la clasificación general.

### Resultados en la Vuelta a España
- 1979. 54.º de la clasificación general